# Vibia Sabina
Vibia Sabina (86 circa – 136-137) fu Augusta dell'Impero romano, moglie dell'imperatore Adriano.

## Biografia
Fu la figlia di Salonina Matidia, nipote dell'imperatore Traiano, e di Lucio Vibio Sabino, un senatore di rango consolare. Sposò nel 100 circa Adriano, su richiesta dell'imperatrice Plotina, in vista di una possibile successione di Adriano a Traiano; anche la madre di Sabina gradiva lo sposo, e gli permise di sposare la figlia. Nel 117, anno della successione del marito, ottenne il rango di Augusta. Si sposò quando doveva avere 14 anni, mentre Adriano dieci di più. Il matrimonio durò quasi quarant'anni.
Era presente al fianco di Adriano quando questi visitò Atene nel 112 e quando divenne imperatore alla morte di Traiano (117-118), in Oriente. Seguì il marito nel viaggio del 121-122 in Germania superiore (Mogontiacum) e poi in Britannia, dove Adriano ordinò la costruzione del vallo omonimo. La troviamo ancora al fianco del marito durante un nuovo viaggio in Oriente, quando ne viene celebrata la presenza a Palmira attorno all'anno 129-130.
Adriano concesse alla consorte titoli e onori. Le fece innalzare statue celebrative in tutti i luoghi dell'Impero che insieme visitarono. Famosa la visita ai Colossi di Memnone, in Egitto, nel novembre del 130. In quell'occasione la poetessa di corte Giulia Balbilla compose quattro epigrammi, che furono incisi sulla famosa "statua parlante" di Memnone. 
Il matrimonio non diede figli. Adriano del resto si legò molto al giovane Antinoo, alla cui figura morta precocemente, dedicò statue, templi e perfino una città in Egitto, Antinoopolis, in onore del suo amato morto affogato nel Nilo.
La villa nota come Villa Adriana a Tivoli era di sua proprietà, e l'imperatore Adriano vi trascorreva le estati, desideroso di stare lontano da Roma. Al suo interno si possono trovare i resti delle copie di ciò che di più bello l'imperatore aveva visto in Oriente, come le Cariatidi, il Canopo di Alessandria d'Egitto, l'Eretteo, l'Amazzone Efesina, il cenotafio di Antinoo e mosaici famosissimi (come quello di Sosos di Pergamo).
Secondo la Vita Hadriani, all'interno dell'Historia Augusta, Adriano nel 122 destituì il prefetto del pretorio, Septicio Claro, il segretario personale dell'imperatore, lo storico Svetonio, e molti altri per aver trattato con troppa familiarità l'imperatrice. E avrebbe voluto allontanare la stessa Sabina - continua l'Historia Augusta - se non fosse stato trattenuto dal timore dello scandalo. Forse esisteva una tresca tra Septicio Claro e l'imperatrice. Sabina morì nel 136 o nel 137, prima di suo marito, per cause ignote. Alcune voci suggerirono che Adriano l'avesse avvelenata.

## Morte e culto
Numerose sono le statue erette per celebrare Sabina, raffigurata con i capelli raccolti a treccia, rialzata in fronte con un nodo centrale o con una semplice pettinatura divisa in fronte e il tipico copricapo lunato; l'Augusta nelle monete coniate in suo onore viene associata all'effigie delle dee Concordia, Giunone Regina, Pudicizia o è raffigurata nell'apoteosi finale sull'aquila, perché, dopo morta, Sabina venne divinizzata.